# Règle du terme le plus court
 (février 2012).
Si vous disposez d'ouvrages ou d'articles de référence ou si vous connaissez des sites web de qualité traitant du thème abordé ici, merci de compléter l'article en donnant les références utiles à sa vérifiabilité et en les liant à la section « Notes et références ».
La règle du terme le plus court, aussi appelée la comparaison des termes, est une faculté offerte par les traités internationaux sur les droits d'auteur.
Lorsque la durée de protection d'une œuvre étrangère dans son pays d'origine est plus courte que la durée de protection généralement accordée par un pays signataire de la convention de Berne, cette disposition permet au pays signataire de ne pas protéger l'œuvre plus longtemps qu'elle ne l'est dans son pays d'origine.
Lorsqu'un pays signataire applique cette règle, le terme de la protection dans ce pays signataire est alors le plus court des deux délais, celui du pays signataire et celui du pays d'origine.

## Généralités
Les conventions internationales comme la convention de Berne appliquent normalement la clause du traitement national, suivant laquelle une égalité de traitement entre les produits étrangers importés et les produits nationaux doit être respectée. En application de cette règle générale, les pays signataires devraient accorder aux œuvres étrangères la même protection que celle accordée aux œuvres nationales. De ce fait, si un droit d'auteur est revendiqué dans un pays donné, c'est la législation de ce pays qui déterminera si l'œuvre est éligible à un droit d'auteur, et dans l'affirmative, la durée de ce droit.
La convention de Berne ne prévoit qu'une durée minimale de protection de cinquante ans, et permet à ses pays membres d'accorder une protection plus longue. De nombreux pays ont ainsi une protection plus longue, souvent de 70 ans pma (post mortem auctoris, après la mort de l'auteur), et parfois jusqu'à cent ans.
De ce fait, une même œuvre peut se trouver protégée dans un pays A à durée de protection longue (70 ans), et être en revanche tombée dans le domaine public dans un autre pays B à durée de protection plus courte (50 ans). Il en résulte une non-réciprocité potentielle du traitement accordé aux œuvres étrangères : une œuvre produite dans le pays B serait protégée 70 ans par le pays A, alors qu'une œuvre du pays A ne serait protégée que 50 ans dans le pays B.

## Règle du terme le plus court
Afin de rétablir la réciprocité, la convention de Berne permet aux pays signataires d'appliquer la « règle du terme le plus court », par dérogation à la « clause du traitement national », et dans leur pays de ne pas protéger une œuvre plus longtemps qu'elle ne le serait dans son pays d'origine. Cette exception est formulée par l'article 7(8) de la convention :

« Dans tous les cas, la durée sera réglée par la loi du pays où la protection sera réclamée; toutefois, à moins que la législation de ce dernier pays n’en décide autrement, elle n’excédera pas la durée fixée dans le pays d’origine de l’œuvre. »

Cette faculté offerte par la Convention n'est pas une obligation, chaque pays signataire étant libre d'appliquer ou non cette règle. En outre, et contrairement à ce que suggère la formulation de la Convention, il convient de souligner que cette exception doit être explicitement introduite dans la législation nationale pour être en vigueur : si la législation nationale ne dit rien à ce sujet, c'est la clause du traitement national qui s'applique par défaut, ce qui est par exemple le cas aux États-Unis.
Tableau d'exemple de la règle du terme le plus court (pma = post mortem auctoris, après la mort de l'auteur)
|                            | Protection dans le pays A (70 ans pma) | Protection dans le pays A (70 ans pma, règle du terme le plus court) | Protection dans le pays B (50 ans pma) |
| -------------------------- | -------------------------------------- | -------------------------------------------------------------------- | -------------------------------------- |
| Œuvres provenant du pays A | 70 ans pma                             | 70 ans pma                                                           | 50 ans pma                             |
| Œuvres provenant du pays B | 70 ans pma                             | 50 ans pma                                                           | 50 ans pma                             |

## Situation dans le monde
| Pays et régions                            | Règle du terme le plus court ? | Références |
| ------------------------------------------ | --- | --- |
| Albanie                                    | Oui | Art. 24, « Law No. 9380 of May 28, 2005 »(Archive.org • Wikiwix • Archive.is • Google • Que faire ?) |
| Andorre                                    | Non, sauf si l'œuvre était dans le domaine public dans son pays d'origine à la date d'entrée en vigueur des dispositions transitoires.                   | Transitional Provision, « Law on Copyright and Related Rights of 1999 »(Archive.org • Wikiwix • Archive.is • Google • Que faire ?)                                                                           |
| Antigua et Barbade                         | Oui | s. 153(3), « Copyright Act, 2002 »(Archive.org • Wikiwix • Archive.is • Google • Que faire ?) |
| Argentine                                  | Oui | Art. 15, Law No. 11.723 of September 28, 1933 - Legal Intellectual Property Regime |
| Arménie                                    | Non, sauf pour les œuvres tombées dans le domaine public dans leur pays d'origine à la date d'entrée en vigueur de l'article 45.                         | Art. 71, Copyright, Law, 2006 |
| Australie                                  | Non, sauf pour des "éditions publiées". | Item 4, Item 5, Copyright (International Protection), Regulations, as consolidated 2005 |
| Biélorussie                                | Oui, tant que partie à la convention de Berne. | Art. 3, Copyright (Adjacent Rights), Law No. 370-XІІІ, consolidated 2008 |
| Brésil                                     | Non | Title 1 Art. 2 Copyright, Law, 19/02/1998, No. 9.610 |
| Canada                                     | Oui, sauf au sein de l'Aléna (vis-à-vis du Mexique et des États-Unis).                                                                                   | s. 9(2), Copyright Act, R.S., c. C-30 |
| Chine (République populaire)               | Non | Art. 2, second and fourth paragraphs, Copyright Law of the People's Republic of China as consolidated in 2010                                                                                                |
| Colombie                                   | Non | Art. 11, Ley 23 de 1982 |
| Pays signataires de la convention de Berne | Oui, si c'est prévu par la législation du pays signataire                                                                                                | Art. 7(8) |
| Corée, République de (Sud)                 | Oui | Art. 3(4), (ko) Korean Copyright Act No. 11110 |
| Côte d'Ivoire                              | Non | Art. 4, Loi no. 96-564 du 25 juillet 1996 |
| République Dominicaine                     | Oui | Art. 21 Párrafo, « Law No. 65-00 on Copyright of August 21, 2000 »(Archive.org • Wikiwix • Archive.is • Google • Que faire ?)                                                                                |
| États-Unis                                 | Non, sauf pour les œuvres tombées dans le domaine public dans leur pays d'origine à la date de restauration (1er janvier 1996 pour la plupart des pays). | 17 USC 104(c) and 17 USC 104A |
| Guatémala                                  | Oui | Art. 43, « Law on Copyright and Related Rights »(Archive.org • Wikiwix • Archive.is • Google • Que faire ?), as amended on November 1, 2000                                                                  |
| Honduras                                   | Oui | Article 44 of Decreto 4 99 E: Ley del derecho de autor y de los derechos conexos |
| Hong Kong                                  | Oui | s. 198(3)(b), 229(8)(b), 229A(6)(b), Copyright Ordinance (Cap. 528) |
| Inde                                       | Oui pour les pays explicitement désignés | Art 7, Copyright, Order, 1991, as amended in 1999 & 2000 |
| Indonésie                                  | Non | Art. 76c, « Law of the Republic of Indonesia Number 19 Year 2002 Regarding Copyright »(Archive.org • Wikiwix • Archive.is • Google • Que faire ?), as entered into force in July 2003                        |
| Islande                                    | Non | Art. 61a, Copyright, Act, as consolidated in 2008 |
| Israël                                     | Oui | Art. 44, Copyright, Act, 2007 |
| Japon                                      | Oui | Art. 58, Law No. 48 of 6 May 1970, as amended in 2006 |
| Liban                                      | Non | Chap. 4, Copyright, Law, 03/04/1999, n° 75 |
| Macao                                      | Oui | Art. 51, Decree-Law 43/99/M of August 16, 1999 |
| Mexique                                    | Non | Art. 29, Ley Federal del Derecho de Autor (1996), unchanged in Ley Federal del Derecho de Autor (2003) |
| Nigéria                                    | Non | Arts. 4A and 33, Copyright, Act (Consolidation Ch. 68), 1988 (1999), No. 47 (No. 42), superseded by Copyright Act (Chapter C.28, as codified 2004)                                                           |
| Norvège                                    | Oui | Art. 6, Regulations concerning the Application of the Copyright Act to Works connected with Other Countries                                                                                                  |
| Nouvelle-Zélande                           | Non, sauf pour les œuvres tombées dans le domaine public dans leur pays d'origine à l'entrée en vigueur de la loi (15 décembre 1994).                    | Pt. 11 Sec. 230.3(b), Copyright Act 1994 No 143 (as at 07 July 2010) |
| Oman                                       | Non | Art. 24, Royal Decree No. 37/2000 promulgating the Law on the Protection of Copyrights and Neighboring Rights                                                                                                |
| Pakistan                                   | Oui, pour les pays appartenant à une liste définie. | Chapter XI Item 54(iii), The Copyright Ordinance, 1962 (Act No. XXXIV) and Schedule section (pg 43), International Copyright Order, 1968 (18 June 2000)                                                      |
| Paraguay                                   | Non | Art. 180, Copyright, Law, 27/08/1998, No. 1328 |
| Philippines                                | Non, mais la "réciprocité inverse" de la section 231 peut être applicable.                                                                               | Sec. 221.2 and 224.2, Republic Act No. 8293 |
| Russie                                     | Oui | Article 1256.4 of the Civil Code of the Russian Federation |
| Saint Vincent et Grenadines                | Non | Art. 6(b), [« http://portal.unesco.org/culture/fr/files/30444/11425886943vc_copyright_2003_en.PDF/vc_copyright_2003_en.PDF »(Archive.org • Wikiwix • Archive.is • Google • Que faire ?) Copyright Act, 2003] |
| Singapour                                  | Oui | s. 4, Copyright (International Protection) Regulations |
| Slovaquie                                  | Oui | Sec. 2 Par. 4 of the Copyright Act (Law No. 618/2003 Coll.) |
| Suisse                                     | Non | Chap. 6, Federal Law on Copyright and Neighboring Rights |
| Taiwan, République de Chine                | Oui | Art. 106bis, Copyright Act |
| République Tchèque                         | Oui | Sec. 107 Par. 4 of the Copyright Act: « Law No. 121/2000 Coll. »(Archive.org • Wikiwix • Archive.is • Google • Que faire ?)                                                                                  |
| Thaïlande                                  | Non | Art. 61, Copyright Act of B.E. 2537 (1994) |
| Turquie                                    | Non, sauf pour les œuvres tombées dans le domaine public dans leur pays d'origine à la date d'entrée en vigueur de l'amendement à l'article 88.          | Art. 88, Copyright Act per additional Art. 2 |
| Membres de l'Union Européenne              | Oui (avec exceptions possible, limitée aux non-européens)                                                                                                | Art. 7(1), Directive 2006/116/EC of the European Parliament and of the Council of 12 December 2006 on the term of protection of copyright and certain related rights                                         |
| Venezuela                                  | Non. | Art. 126, Ley sobre el Dercho de Autor as modified by the Decreto del 14 de agosto de 1993 |